# Geoparque de la Costa Vasca
El Geoparque de la Costa Vasca (oficialmente, Geoparkea), es un geoparque localizado en el País Vasco, norte de España, a orillas del mar Cantábrico. Ocupa casi la totalidad de la costa guipuzcoana abarcando la  rasa mareal entre Deva y Zumaya extendiéndose hasta Motrico, ya en el límite con Vizcaya. El geoparque se extiende por los municipios de Zumaya, Deva y Motrico. 
El Geoparque de la Costa Vasca está integrado en la Red global de geoparques (GGN) y administrado por la Asociación para la Gestión del Geoparque de la Costa Vasca, Geogarapen, constituida en 2009, por los tres ayuntamientos implicados. El 17 de noviembre de 2015 fue nombrado geoparque mundial de la UNESCO e integrado en la red mundial de geoparques.
En los acantilados de la rasa mareal aflora la roca en facies de tipo flysch que se elevan verticalmente permitiendo observar y estudiar de forma continua los diferentes acontecimientos geológicos ocurridos en la historia de la tierra en un periodo de unos sesenta millones de años, entre ellos destaca por popularidad el denominado límite K/Pg que marca el paso del Cretácico al Paleógeno, cuando tuvo lugar el episodio de extinción en masa que acabó con los dinosaurios hace 66 millones de años.

## Geología

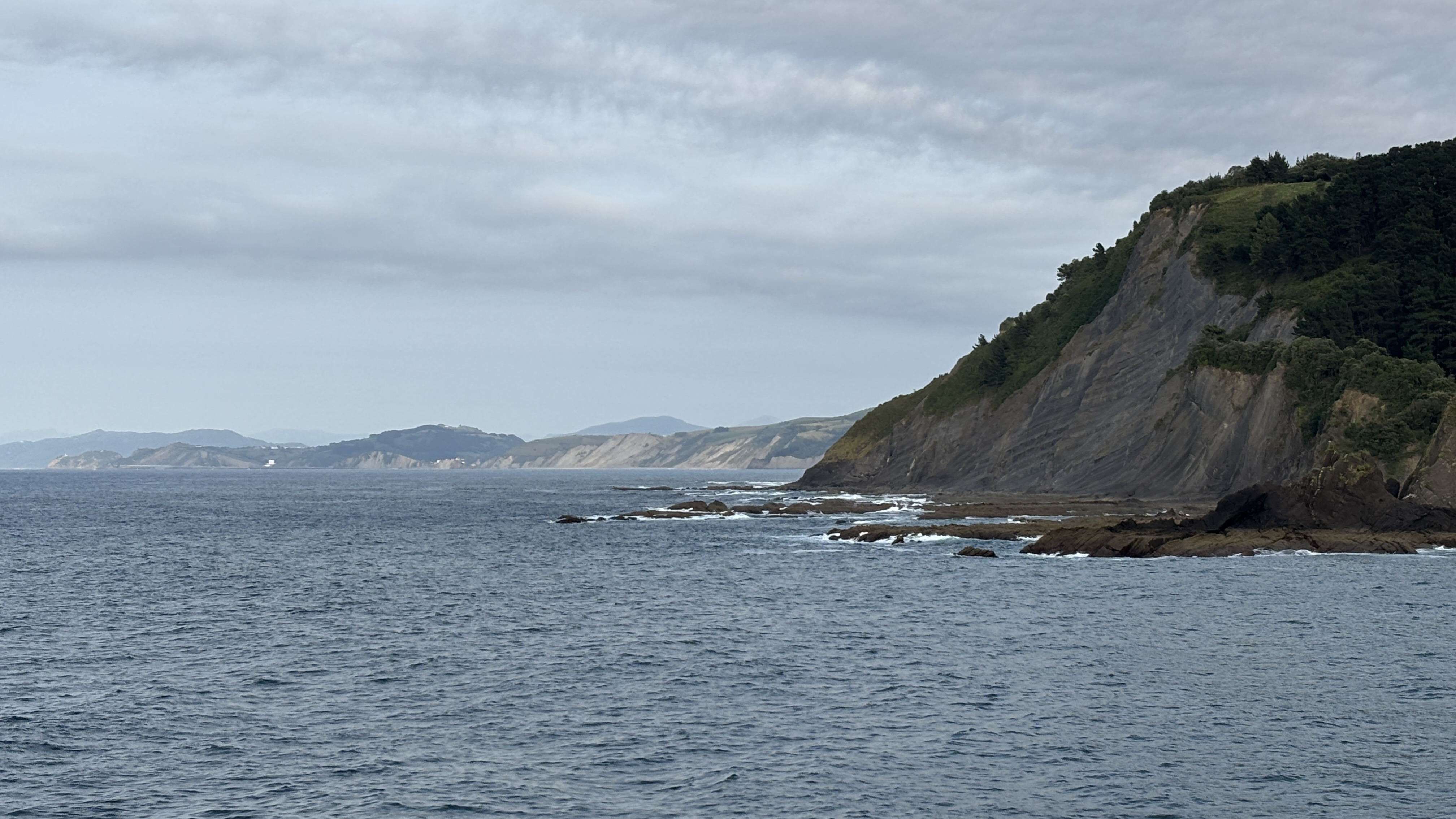
Vista general de la costa guipuzcoana, a la derecha de la imagen las peñas Eskilantxarri de Saturrarán y a la izquierda se puede apreciar la isla de San Antón de Guetaria.

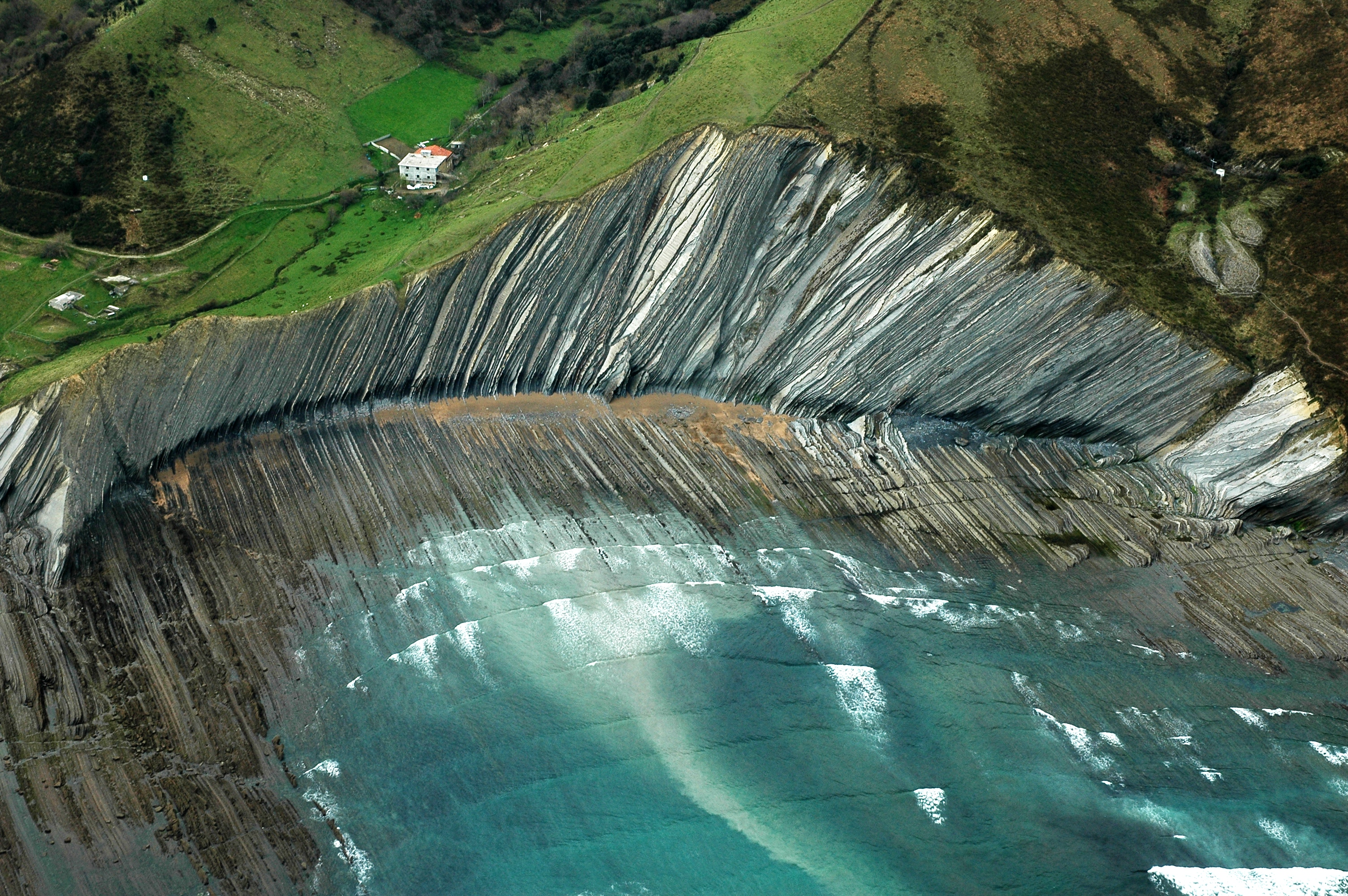
Vista aérea de los acantilados y playa de Saconeta, Deva.

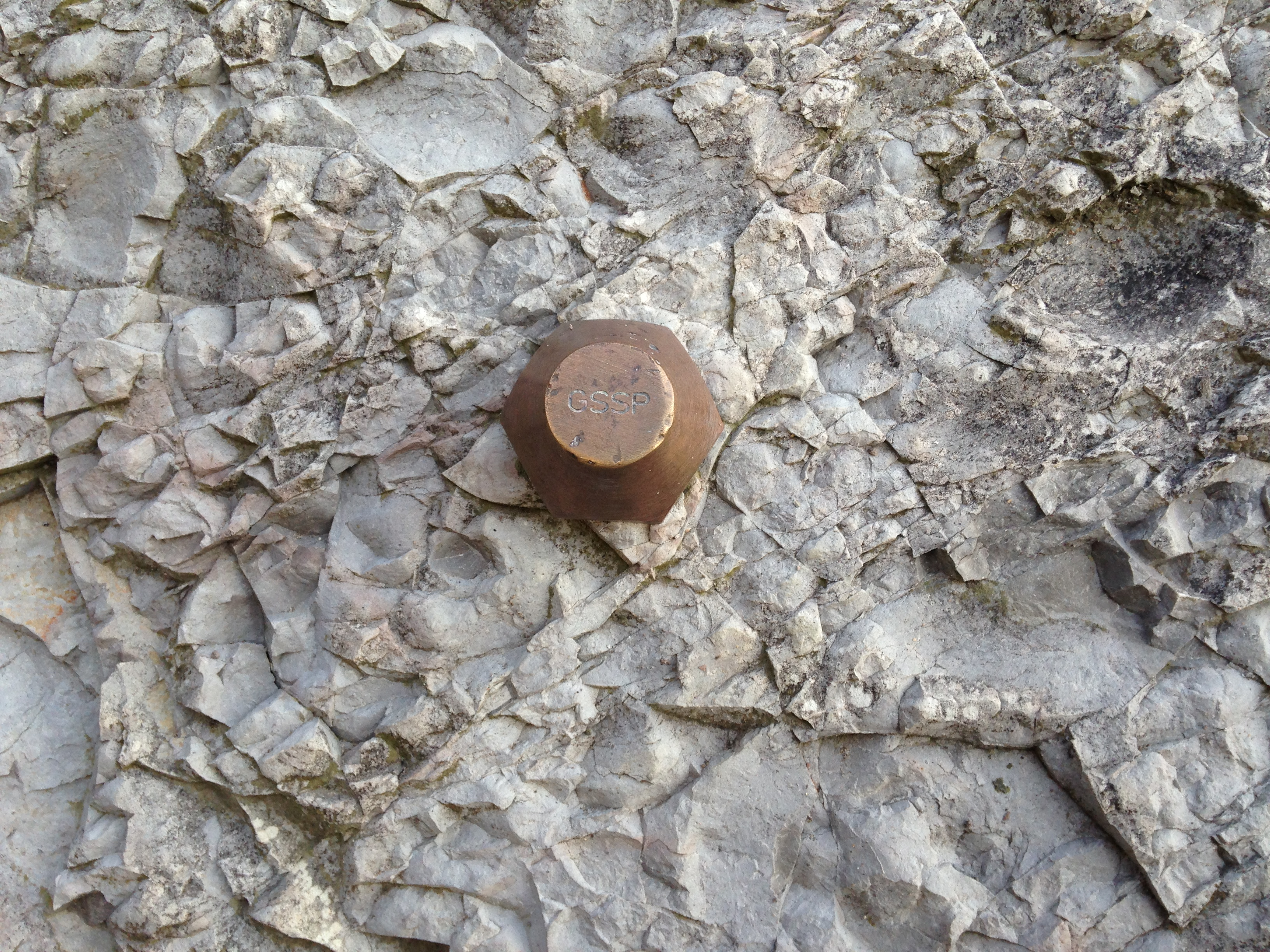
«Clavo dorado» del GSSP del Selandiense

Destacan los trece kilómetros de acantilados en los que afloran rocas sedimentarias en facies de tipo flysch, y que reflejan de forma continua unos sesenta millones de años de la historia de la Tierra, desde el Albiense (Cretácico Inferior) hasta el Ypresiense (Eoceno Inferior), registrándose al menos cuatro límites mayores de la escala cronoestratigráfica global, incluyendo el paso del Cretácico al Paleógeno (límite K/Pg), cuando tuvo lugar el episodio de extinción en masa que acabó con los dinosaurios hace 66 millones de años. Es la sección estratigráfica continua con más límites cronoestratigráficos correlativos a nivel mundial.
En los afloramientos rocosos de la playa de Itzurun de Zumaya, la Unión Internacional de Ciencias Geológicas ha establecido la sección y punto de estratotipo de límite global (GSSP) de las bases de los pisos Selandiense (datada en ~61,6 millones de años) y Thanetiense (datada en 59,2 millones de años), segundo y tercer pisos de la serie Paleoceno, respectivamente, referentes mundiales para estas unidades cronoestratigráficas de la escala temporal geológica.
En la sección de Zumaya se encuentra asimismo registrado el tránsito entre los pisos Thanetiense e Ypresiense —y, por tanto, entre las series Paleoceno y Eoceno—, datado en 56 millones de años, y que ha aportado valiosa información sobre el máximo térmico que aconteció en este momento de la historia de la Tierra.
En el conjunto del Geoparque se han descrito un total de 54 lugares de interés geológico (LIG), que incluyen rocas sedimentarias, rocas volcánicas (ofiolitas), relieves kársticos (dolinas, poljés), estructuras tectónicas (pliegues, fallas), formaciones minerales (septarias), etc.
El afloramiento del límite Cretácico-Paleógeno está propuesto además como «Global Geosite» (Lugar de interés geológico español de relevancia internacional) por el Instituto Geológico y Minero de España, con la denominación «KT002: Límite Cretácico/Terciario de Zumaya» dentro del grupo de contextos geológicos «El Límite Cretácico–Paleógeno (K/Pg)».

### Elflyschnegro

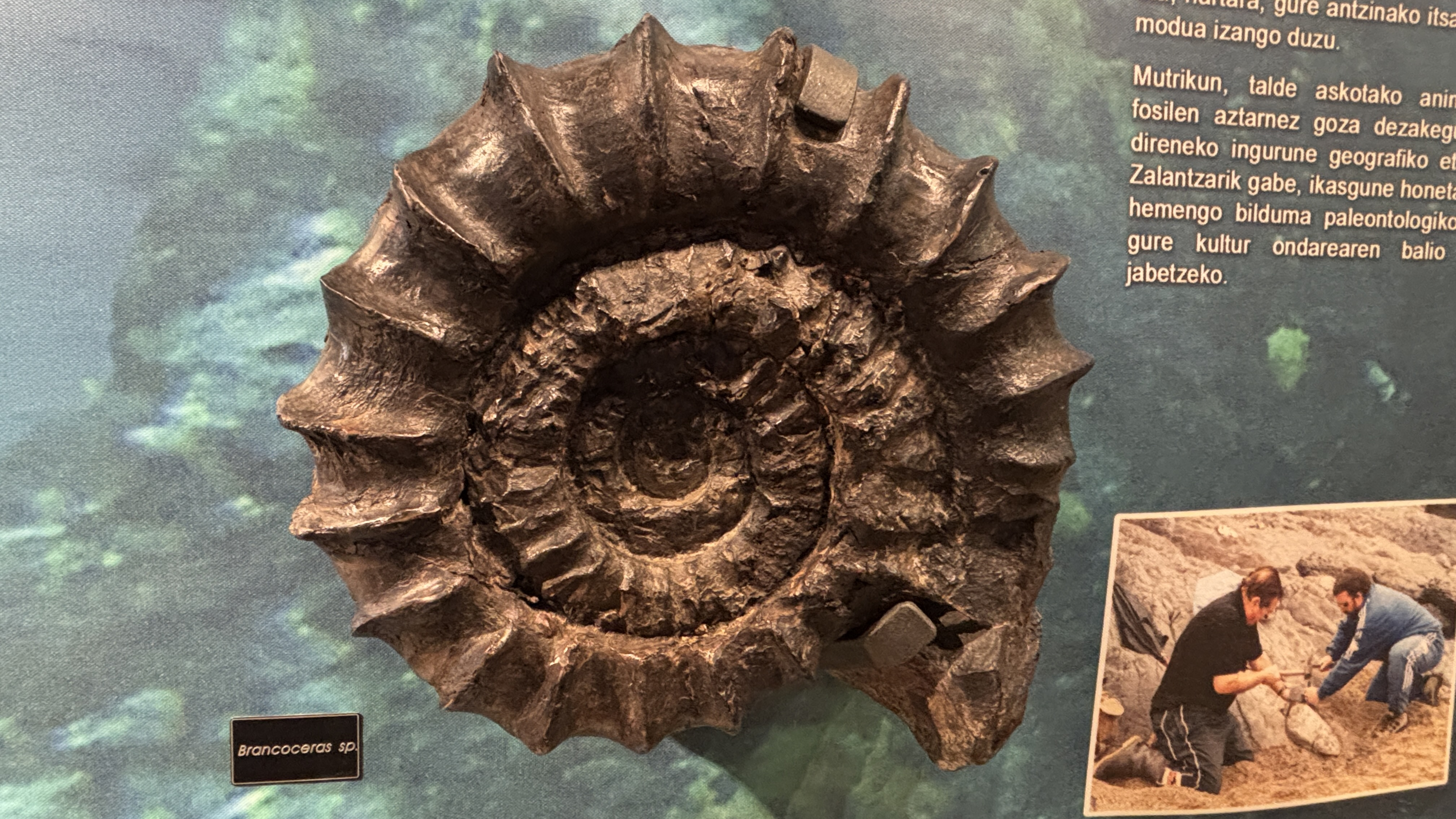
Fósil de Brancoceras sp. expuesto en el Centro de Interpretación Geológica Nautilus de Motrico.

La parte más occidental del geoparque, los acantilados entre Deva y Motrico, está formado por el denominado flysch negro, que corresponde a los afloramientos de los sedimentos más antiguos. Se  que se formaron en un periodo de entre 110 y 97  millones de años en el contexto de la formación del golfo de Vizcaya, en el que se dio un fondo marino irregular de profundos cañones y bloques más elevados limitados por grandes falla por donde accedía agua caliente y magma. Está formado principalmente por dos tipos de rocas las lutitas negras y capas de turbiditas, arenisca amarillas, que contiene también siderita,  mineral de hierro de color rojo vino. El espesor del conjunto de capas del flysch negro es de unos 1000 metros.
El flysch negro es muy rico en nódulos muchos de ellos del tipo  septaria, el estudio de estas rocas da información sobre la vida microbiana existente durante su formación y la manera de que esos microbios podían reaccionar ante los diferentes tipos de fluidos que podrían circular sobre el sedimento blando. También es rico en fósiles siendo uno de los pocos lugares del mundo en los que se pueden encontrar amonites gigantes.
Las rocas tipo  lutitas de color negro se formaron  por decantación lenta de sedimentos finos y pequeñas conchas de organismos marinos. El color negro se debe a su alto contenido de materia orgánica. Las capas den turbiditas son más duras y tienen color amarillento, se formaron por la caída de grandes aludes de agua y arena desde zonas más someras. Entre ellas se pueden encontrar extractos de siderita.
Los acantilados existentes entre la playa Kardala de Motrico y Saturrarán se encuentra en la parte superior del flysch negro en el que afloran de manera excepcional las margas con nódulos y capas continuas de siderita que en su base presentan un tramo de 2 metros de espesor de calizas nodulosas y margas con un espesor máximo es de 300 metros pero no aflora su techo. Este afloramiento pertenece al periodo Albiense superior terminal. El área de este entorno, conocido como Siete playas, es de 112,54 ha.
En las calizas nodulosas se observa cementaciones por carbonato que están relacionadas por actividad bacteriana proveniente de escapes hidrotermales ricos en hidrocarburos  ascendentes por fracturas ligadas a la falla. En nódulos sideríticos se hallan ocasionalmente fósiles de amonites y otros invertebrados que datan los extractos.

## Puntos de interés
El geoparque cuenta con dos centros de interpretación, uno ubicado en Zumaya dedicado al límite K/T y otro en Motrico, dedicado a los fósiles del llamado flysch negro. En Zumaya también un espacio cultural dedicado al pintor eibarrés Ignacio Zuloaga.
Centro de Interpretación Algorri
En centro de interpretación de Algorri, toma el nombre del lugar donde se ubica en zumaya el extracto que marca el  Límite K/Pg popular por ser la marca la 5.ª gran extinción a escala planetaria, donde se cree se extinguieron la mayoría de las especies de dinosaurios. En el centro se explica este límite, el Límite K/Pg, y formación del flysch.
Centro de Interpretación Geológica Nautilus
El Centro de Interpretación Geológica Nautilus se ubica en Motrico y expone una importante colección de fósiles realizada por Jesús María Narváez y Esperanza Azkarraga proveniente del flysch negro que conforma los acantilados del paraje costero de Motrico. Estos  fósiles tienen más de 100 millones de años de antigüedad. Es relevante la gran selección de fósiles gigantes, amonites principalmente, descubiertos en las rocas más antiguas del geoparque.
Z Espacio Cultural
Ubicado en el margen derecho de la ría del Urola en Zumaya se encuentra el Z Espacio Cultural que ha sido integrado dentro de las instalaciones culturales del Geoparque de la Costa Vasca. El conjunto ocupa una antigua ermita del siglo XV y una antigua hospedería de peregrinos del Camino de Santiago que fueron recuperadas en 1910 por el pintor Ignacio Zuluaga para su utilización como estudio y taller. Perteneciente a los herederos del artista, en 2012 pasa ser gestionado por la "Asociación  Espacio Cultural Zuluaga" y en él se expone una selección de obras del pintor eibarrés y de artistas modernos y contemporáneos reconocidos internacionalmente como Picasso, Miró y Tàpies, entre otros.
En el ámbito del geoparque destacan lugares de interés etnográfico e histórico como el puerto y casco histórico de Motrico y Zumaya, la Cueva de Ekain en Deva o las zonas rurales de Icíar, Lastur o Sasiola y el valle en el tramo final del río Deva.